# 麻豆慈孝宮
麻豆慈孝宮位在臺灣臺南市麻豆區，為一主祀王媽娘娘的道教廟宇，在臺灣屬於屬於較罕見之神佛，當初共雕刻了50尊分靈金身，目前分靈出去的多為家神，每年農曆二月初七日王媽娘娘聖誕，各地分靈金身回祖廟謁祖朝聖，香客絡繹不絕。

## 簡介
主祀王媽娘娘，配祀南海佛祖及北極玄天上帝、清水祖師、張公法主、福德正神、註生娘娘、石都元帥、飛虎將軍、王府元帥、水流公祖。
慈孝宮於西元1969年11月21日(星期五)在磚井里創立，奉祀主神王媽娘娘，根基回溯西元1963年由南海佛祖秉上薦舉，並經清水殿清水祖師、北極玄天六上帝引接授徒，三年潛研，輕功武藝轁略皆精。西元1968年天上詔曰受訓，同年農曆10月考教取名；天職二十四孝武身掛文帥，西元1969年3月25日(星期二)辰時奉旨雕塑金身鎮座麻豆區救世萬民。甫於西元1979年聖示建廟，擇定同年3月5日(星期一)動土，由王媽娘娘玉駕、清水祖師、北極玄天上帝、南海佛祖以及飛虎將軍同時聖駕共齊步踏座向、5月30日(星期三)午時興工籌建，廟貌巍峨莊嚴肅穆於西元1981年3月1日(星期日)丑時安座大典，備受萬年香火。
1. ↑  . 文化資源地理資訊系統.   [2024-09-09]. （原始内容存档于2024-09-09） （中文（臺灣））.